# Horacio Peralta
Walter Horacio Peralta Saracho (Montevideo, 3 giugno 1982) è un allenatore di calcio ed ex calciatore uruguaiano, di ruolo centrocampista, tecnico del Miramar Misiones.

## Palmarès

### Competizioni nazionali
- Campionato uruguaiano: 2

Nacional: 2002, 2010-2011
- Coppa del Brasile: 1

Flamengo: 2006